# Leucanopsis pseudomanda
Leucanopsis pseudomanda är en fjärilsart som beskrevs av Rothschild 1910. Leucanopsis pseudomanda ingår i släktet Leucanopsis och familjen björnspinnare. Inga underarter finns listade i Catalogue of Life.